# Michael Thomas (football américain, 1993)
Pour les articles homonymes, voir Michael Thomas.
(en) Statistiques sur pro-football-reference
Michael William Thomas Jr., né le 3 mars 1993 à Los Angeles en Californie, est un sportif professionnel américain de football américain évoluant au poste de Wide receiver dans la National Football League (NFL) depuis la saison 2016, actuellement agent libre.
Sélectionné en 47e choix global lors du deuxième tour de la draft 2016 de la NFL par la franchise des Saints de La Nouvelle-Orléans, il y joue pendant huit saisons (2016-2023). Il y est sélectionné dans l'équipe des meilleurs rookies de la saison 2016, dans la première équipe All-Pro à deu reprises (2018, 2019) et est sélectionné à trois reprises pour le Pro Bowl (2017, 2018 et 2019). Il est le meilleur joueur NFL au nombre de réceptions en 2018 et 2019, meilleur joueur au nombre de yards gagnés en réceptions en 2019 et est désigné meilleur joueur offensif de la ligue en 2019.
Au niveau universitaire, il a joué pour les Buckeyes de l'université d'État de l'Ohio pendant quatre saisons (2012-2015) dans la NCAA Division I FBS et sa Big Ten Conference. Il y remporte le titre national 2014 en battant les Ducks de l'Oregon.

## Biographie

### Carrière universitaire
Étudiant à l'université d'État de l'Ohio, il joue avec les Buckeyes d'Ohio State de 2012 à 2015. Après avoir joué sa première saison avec un rôle réduit, il reçoit le statut de redshirt pour la saison 2013, ce qui fait en sorte qu'il ne joue pas durant cette saison,.
Lors de la saison 2014, où il réussit 54 réceptions pour un gain total de 799 yards et 9 touchdowns, il aide les Buckeyes à remporter le championnat national face aux Ducks de l'Oregon sur le score de 42 à 20. L'année suivante, il effectue 56 réceptions pour 781 yards et 9 touchdowns.

### Carrière professionnelle

#### Draft
Thomas est sélectionné en 47e choix global lors du deuxième tour de la draft 2016 de la NFL par la franchise des Saints de La Nouvelle-Orléans. 

#### Saints de La Nouvelle-Orléans

##### 2016
À ses débuts dans la NFL, contre les Raiders d'Oakland, il effectue 5 réceptions pour 58 yards. Sa première saison professionnelle est une réussite avec un gain de 1 137 yards en 92 réceptions.

##### 2017
Avec 104 réceptions lors de sa deuxième saison, il bat le record des Saints du plus grand nombre de réceptions réussies sur une saison détenu par Jimmy Graham depuis la saison 2011. Avec un total de 196 réceptions en deux saisons, Thomas devient le joueur ayant réussi le plus de réceptions lors de ses deux premières saisons dans la NFL, dépassant Jarvis Landry en 2015.

##### 2019
Le 31 juillet 2019, il signe avec les Saints un lucratif contrat de 5 ans pour 100 millions de dollars (dont 61 garantis), devenant à l'époque, le receveur le mieux payé de l'histoire de la NFL. Vers la fin de la saison 2019, il réussit sa 144e réception de l'année lors du match en 16e semaine face aux Titans du Tennessee et bat le record de la ligue du plus grand nombre de réceptions réussies sur une saison, détenu par Marvin Harrison depuis 2002. Il termine la saison avec 149 réceptions pour un gain cumulé de 1 725 yards et 9 touchdowns. Il est désigné joueur offensif de la ligue à l'issue de la saison, devenant le premier receveur à remporter cet honneur depuis Jerry Rice en 1993.

##### 2024
Le 13 mars 2024, Thomas est libéré par les Saints et devient agent libre.

## Statistiques
| Année              | Équipe                        | MJ |     | Passes réceptionnées | Passes réceptionnées | Passes réceptionnées | Passes réceptionnées |       | Courses | Courses | Courses | Courses |  | Fumbles | Fumbles |
| Année              | Équipe                        | MJ | Nb. | Yards                | Moy.                 | TD                   | Nb.                  | Yards | Moy.    | TD      | Nb.     | Perdus  |  |         |         |
| 2016               | Saints de La Nouvelle-Orléans | 15 | 092 | 1 137                | 12,4                 | 9                    | -                    | -     | -       | -       | 2       | 2       |  |         |         |
| 2017               | Saints de La Nouvelle-Orléans | 16 | 104 | 1 245                | 12,0                 | 5                    | -                    | -     | -       | -       | 0       | 0       |  |         |         |
| 2018               | Saints de La Nouvelle-Orléans | 16 | 125 | 1 405                | 11,2                 | 9                    | -                    | -     | -       | -       | 2       | 2       |  |         |         |
| 2019               | Saints de La Nouvelle-Orléans | 16 | 149 | 1 725                | 11,6                 | 9                    | 1                    | - 9   | - 9,0   | -       | 1       | 0       |  |         |         |
| 2019               | Saints de La Nouvelle-Orléans | 07 | 040 | 0 438                | 11,0                 | 0                    | 1                    | 01    | 01,0    | 0       | 0       | 0       |  |         |         |
| 2019               | Saints de La Nouvelle-Orléans | 0  | -   | -                    | -                    | -                    | -                    | -     | -       | -       | -       | -       |  |         |         |
| 2019               | Saints de La Nouvelle-Orléans | 03 | 016 | 0 171                | 10,7                 | 3                    | -                    | -     | -       | -       | 0       | 0       |  |         |         |
| 2019               | Saints de La Nouvelle-Orléans | 10 | 039 | 0 448                | 11,5                 | 1                    | -                    | -     | -       | -       | 0       | 0       |  |         |         |
| Totaux en carrière | Totaux en carrière            | 83 | 565 | 6 569                | 11,6                 | 36                   | 2                    | -8    | -4,0    | 0       | 5       | 4       |  |         |         |

| Année              | Équipe                        | MJ |     | Passes réceptionnées | Passes réceptionnées | Passes réceptionnées | Passes réceptionnées |       | Courses | Courses | Courses | Courses |  | Fumbles | Fumbles |
| Année              | Équipe                        | MJ | Nb. | Yards                | Moy.                 | TD                   | Nb.                  | Yards | Moy.    | TD      | Nb.     | Perdus  |  |         |         |
| 2017               | Saints de La Nouvelle-Orléans | 2  | 15  | 216                  | 14,4                 | 2                    | -                    | -     | -       | -       | 0       | 0       |  |         |         |
| 2018               | Saints de La Nouvelle-Orléans | 2  | 16  | 207                  | 12,9                 | 1                    | -                    | -     | -       | -       | 0       | 0       |  |         |         |
| 2019               | Saints de La Nouvelle-Orléans | 1  | 07  | 070                  | 10,0                 | 0                    | -                    | -     | -       | -       | 0       | 0       |  |         |         |
| 2020               | Saints de La Nouvelle-Orléans | 2  | 05  | 073                  | 14,6                 | 1                    | -                    | -     | -       | -       | 0       | 0       |  |         |         |
| Totaux en carrière | Totaux en carrière            | 7  | 43  | 566                  | 13,2                 | 4                    | -                    | -     | -       | -       | 0       | 0       |  |         |         |